# Jack Marshall (Komponist)
Jack Wilton Marshall (Nickname: Dr. Deep; * 23. November 1921 in El Dorado, Kansas; † 20. September 1973 in Newport Beach, Kalifornien) war ein US-amerikanischer Gitarrist, Komponist, Arrangeur und Musikproduzent des Jazz. Er ist der Vater des Filmregisseurs Frank Marshall und Filmkomponisten Phil Marshall sowie Vetter des Klassischen Gitarristen Christopher Parkening.

## Biographie

Single Fever von Peggy Lee mit Jack Marshalls Arrangement bei Capitol Records (1958)

1921 in El Dorado geboren, begann Marshall mit 10 Jahren auf der Ukulele zu spielen. Nach seinem Highschool-Abschluss spielte er in mehreren Bands in und um Los Angeles. Sieben Jahre lang spielte er im Orchester der MGM-Filmstudios. Unter anderem leitete er das Orchester und komponierte für einige Filme.
Marshall wurde einer der bedeutendsten Musikproduzenten bei Capitol Records in den späten 1950er- bis 1960er-Jahren und arbeitete dort hin und wieder als Musikdirektor, nicht nur im Bereich des Jazz. Er veröffentlichte eine Reihe von Solo-Alben, die seinen Fingerstyle-Jazz auf der Gitarre herausstellen. Er war mit Howard Roberts und Jack Sheldon befreundet und produzierte mehrere ihrer Alben für Capitol Records. Marshall schrieb eigene Arrangements, viele für eine Big Band. Er war der Arrangeur für Peggy Lees Fever, das zuerst Lee selbst zugeschrieben wurde.
Marshall komponierte Titelmelodie und Hintergrundmusik für die Fernsehserie The Munsters aus den 1960er-Jahren und den 1966 erschienenen Film Munster, Go Home! (Gespensterparty). Im Jahre 1965 wurde die Titelmelodie für einen Grammy nominiert. Außerdem komponierte er für die Filme The Missouri Traveler (1958), Thunder Road (1958), The Giant Gila Monster (1959) und Kona Coast (1968) sowie für die Western-Fernsehserie The Deputy (Der zweite Mann) mit Henry Fonda, The Investigators und The Debbie Reynolds Show.
Zu den Vorbildern Marshalls zählten der Gitarrist und Vorreiter des europäischen Jazz Django Reinhardt sowie der klassische Gitarrist Andrés Segovia, der großen Einfluss auf die Entwicklung des klassischen Gitarrenspiels im 20. Jahrhundert hatte.

## Diskographie

### Als Orchesterleiter
- 18th Century Jazz (Capitol, 1959)
- The Marshall Swings!!! (Capitol, 1960)
- Sounds Unheard Of! with Shelly Manne (Contemporary, 1962)
- My Son the Surf Nut (Capitol, 1963)
- Sounds! with Shelly Manne (Capitol, 1966)
- Thunder Road: The Film Music of Jack Marshall (La La Land, 2017)

### Als Musiker
- Benny Carter: The Urbane Mr. Carter (Norgran, 1954)
- Harry James: Soft Lights Sweet Trumpet (Columbia, 1954)
- Milt Bernhart: Modern Brass (RCA Victor, 1955)
- Dominic Frontiere: Dom Frontiere Sextet (Liberty, 1955)
- Shorty Rogers und Andre Previn: Collaboration (RCA Victor, 1955)
- Dominic Frontiere: Fabulous (Liberty, 1956)
- Jack Teagarden: This Is Teagarden! (Capitol, 1956)
- The Four Freshmen: 4 Freshmen and 5 Trumpets (Capitol, 1957)
- Louis Prima: The Call of the Wildest (Capitol, 1957)
- Rusty Bryant: Rusty Bryant Plays Jazz (Dot, 1958)
- Glen Gray: Sounds of the Great Bands (Capitol, 1958)
- Barney Kessel: Some Like It Hot (Contemporary, 1959)
- Verlye Mills und Billy May: Harp with a Beat (HiFi, 1959)
- Glen Gray: Please Mr. Gray (Capitol, 1961)
- Marian Montgomery: Let There Be Love, Let There Be Swing, Let There Be (Capitol, 1961)
- Jonah Jones und Glen Gray: Jonah Jones Quartet/Glen Gray Casa Loma Orchestra (Capitol, 1962)
- Jack Sheldon: Out! (Capitol, 1962)
- Judy Henske: High Flying Bird (Elektra, 1963)
- Jody Miller: Wednesday's Child Is Full of Woe (Capitol, 1963)
- Laurindo Almeida: Girl from Ipanema (Capitol, 1964)
- Howard Roberts: Guilty! (Capitol, 1967)

## Bibliographie
- Jack Marshall et al.: West Coast Guitar: Eight Original Solos for Guitar. Leeds Music, New York 1961.
- Jack Marshall: Authentic Brazilian Bossa Nova Guitar Arrangements. Hal Leonard, Milwaukee 1966, ISBN 0-7935-0514-3.